# زندان (فیلم ۲۰۰۹)
زندان (به انگلیسی: Jail) فیلمی هندی محصول سال ۲۰۰۹ و به کارگردانی مادور باندارکار است. در این فیلم بازیگرانی همچون نیل نیتین موکش، موگدا گودسه، مانوج باجپایی، آریا بابار، راهول سینگ، سایالی بگت، کاویری جها و آتول کولکارنی ایفای نقش کرده‌اند.